# Sportanlage Buechenwald
Sportanlage Buechenwald – wielofunkcyjny obiekt sportowy w miejscowości Gossau w Szwajcarii.
Stadion został wybudowany w 1952 roku. Obecnie oficjalna pojemność została zmniejszona do około 3 500 miejsc, w tym 3 000 siedzących i 500 stojących. W skład kompleksu Sportanlage Buechenwald wchodzą takie obiekty sportowe jak: stadion zwany Gemeindesportplatz Buchenwald, otwarty basen, kryte i odkryte korty tenisowe, lodowisko, hala do gry w koszykówkę.
Stadion ma oświetlenie sztuczne, w 2006 roku powierzchnia boiska zmieniona na murawę sztuczną.
Na stadionie swoje mecze domowe rozgrywa miejscowy klub FC Gossau. Stadion również gości reprezentacje narodowe.